# Hashimiyya
La Hāshimiyya (in arabo ﻫﺎﺷﻤﻴـة‎?) fu un movimento clandestino islamico che, nel VII e VIII secolo, si batté per affermare i pretesi diritti dell'Ahl al-Bayt al califfato, da essa ritenuto usurpato dagli Omayyadi. 
Il nome derivava dal bisnonno di Maometto, Hāshim. Riferendosi ad esso si dava modo di indicare tutti i diretti suoi discendenti, a esclusione quindi degli Omayyadi, che appartenevano al clan coreiscita di Mecca dei B. ʿAbd Shams.
Il movimento fu un importante strumento per la rivendicazione abbaside di ascendere  legittimamente al califfato. In base a quanto sostenuto, l'abbaside Muhammad ibn ʿAlī ibn al-ʿAbbās, nipote dello zio paterno di Maometto, si sarebbe recato in affettuosa visita al figlio malato di Muḥammad ibn al-Ḥanafiyya, Abū Hāshim, nella sua residenza transgiordanica di al-Ḥumayma.
 
Lì, poco prima del suo trapasso, Abū Hāshim avrebbe nominato erede dei suoi beni mondani e delle sue pretese successorie proprio Muḥammad ibn ʿAlī ibn al-ʿAbbās, in considerazione del fatto di non avere una propria discendenza diretta.
Questo consentì agli Abbasidi di arrogarsi il diritto al Califfato, fino ad allora giustificato dalla loro parentela con il Profeta per il tramite di uno zio che non era stato di fatto attore di un qualche rilievo nella lotta che i musulmani condussero contro il paganesimo qurayshita, al contrario degli Alidi che potevano vantare ben altri meriti.